# Тремпело (Висконсин)
Тремпело (енгл. Trempealeau) град је у америчкој савезној држави Висконсин.

## Демографија
По попису из 2010. године број становника је 1.529, што је 210 (15,9%) становника више него 2000. године.
| Група             | 2000.         | 2010.         |
| Белци             | 1.294 (98,1%) | 1.486 (97,2%) |
| Афроамериканци    | 3 (0,2%)      | 1 (0,1%)      |
| Азијати           | 1 (0,1%)      | 6 (0,4%)      |
| Хиспаноамериканци | 8 (0,6%)      | 21 (1,4%)     |
| Укупно            | 1.319         | 1.529         |